# 冲刺上海
冲刺上海（Shanghai Rush）是上海文广新闻传媒集团下属上海外语频道于2009年推出的模仿《極速前進》的真人秀节目。节目的主要内容是选手在城市中寻找任务卡并完成任务，最终到达终点赢得冠军。第一季于2009年7月19日揭晓了大结局。第二季尚在筹划中。